# Octodad: Dadliest Catch
Octodad: Dadliest Catch est un jeu vidéo indépendant développé et distribué par Young Horses, Inc. Il s'agit de la suite du freeware Octodad. Le joueur contrôle le protagoniste Octodad dans son rôle périlleux de père et époux moderne.

## Système de jeu
Comme pour le premier opus, Dadliest Catch présente le protagoniste, Octodad, une pieuvre mâle , que le joueur doit contrôler à travers différents challenges qu'il doit difficilement accomplir nonobstant la difficulté de ses mouvements. Le joueur contrôle des tentacules qui lui servent de bras et de jambes lors de ses déplacements. Un mode coopératif est également disponible jusqu'à quatre joueurs maximum.

## Développement
Après le succès du jeu original, l'équipe forme Young Horses, Inc. et crée une page Kickstarter du jeu, à l'origine intitulée Octodad 2. Avec 24 000 dollars récoltés, le jeu prend deux ans à être créé, puis est finalement commercialisé le 30 janvier 2014 sur le site officiel des créateurs, et sur Steam Greenlight. Un contenu téléchargeable supplémentaire, intitulé Octodad Shorts, est commercialisé le 14 octobre 2014.

## Accueil
Octodad: Dadliest Catch est généralement bien accueilli par la presse spécialisée. Les moyennes générales sur GameRankings et Metacritic de la version PlayStation 4 sont de 74,27 % et 69 %, ; celles de la version PC sont de 70,92 % et 69 %, respectivement,.
- Canard PC : 6/10[8]
- IGN : 7,8/10[9]
- Jeuxvideo.com : 17/20[10]

Durant sa première année de commercialisation, le jeu est vendu à 459 735 copies.